# Marxistischer Feminismus
Marxistischer Feminismus ist eine Richtung des Feminismus, die sich theoretischer Grundlagen aus dem Bereich des Marxismus bedient. Marxistischer Feminismus setzt sich vor allem für die gesamtgesellschaftlichen Rechte der Frau ein und sieht diese als Voraussetzung für oder Element der Überwindung des kapitalistischen Systems an. Ebenso stellt die Frage nach unbezahlter Haus- und Reproduktionsarbeit, gerade in Zusammenhang mit der kapitalistischen Produktion, eine zentrale Thematik dar. Der marxistische Feminismus ist oftmals mit der Arbeiterbewegung verbunden und steht traditionell kommunistischen Parteien oder dem linken Flügel der Sozialdemokratie nahe. In der Bundesrepublik Deutschland war lange Zeit die Demokratische Fraueninitiative ein wichtiger Vertreter des marxistisch orientierten Feminismus. Der Übergang zwischen marxistischem Feminismus und sozialistischer Frauenbewegung ist fließend.

## Gegenseitige Ablehnung
Der Begriff marxistischer Feminismus scheint widersprüchlich: Marxistisch orientierte Gruppen, speziell die Demokratische Fraueninitiative, lehnten feministische Tendenzen ab, sogar ein Zusammentreffen mit Feministinnen bei Veranstaltungen, geschweige denn eine Zusammenarbeit mit des Feminismus verdächtigen Gruppen vermied diese bundesweit agierende Organisation.
Auch der Sozialistische Frauenbund Westberlin sah im Feminismus eine Gefahr: Frigga Haug verfasste 1973 für Das Argument den Artikel Verteidigung der Frauenbewegung gegen den Feminismus zeitgleich zur Eröffnung des Frauenzentrums West-Berlin.
Rückblickend begründet Frigga Haug dieses Misstrauen gegenüber feministischen Ideen, die ja aus den USA kamen: „Ideen, die die Frauen verführen sollten, vom rechten Weg der Revolution abzugehen, dass die Frauenbewegung verbürgerlicht, sich um Sachen kümmert, die nichts bringen, statt ordentlich die Gesellschaft zu verändern und die Probleme bei der Wurzel zu packen.“ Marxistinnen befürchteten, dass eine feministische Frauenbewegung die Arbeiterklasse spalten würde. Den Slogan Frauen gemeinsam sind stark ergänzte der SFB zu Frauen und Männer gemeinsam sind stärker.

## Gegensätzliche Strukturen
Die Feministinnen der Frauenzentren kamen aus der undogmatischen Linken, während die Marxistinnen in der Regel an eine orthodoxe (DKP, Sozialistische Einheitspartei Westberlins) oder maoistische Partei (Kommunistischer Bund) gebunden waren.
Feministinnen organisierten sich autonom (also auch unabhängig von Parteien) und basisdemokratisch und lehnten politische Schulung ab und nahmen für sich in Anspruch, eine größere Meinungsvielfalt zu ermöglichen (vgl. Frauenzentrum Westberlin). Marxistische Klassiker waren den Feministinnen der Frauenzentren durchaus vertraut, aber sie lehnten sie als Leitfaden ab, weil sie sie als veraltet empfanden.
Dagegen war beim Sozialistischen Frauenbund eine einjährige politische Schulung Pflicht (August Bebel, Friedrich Engels, Wladimir Iljitsch Lenin) und der Demokratischen Fraueninitiative wurden die Themen direkt von der DKP vorgegeben, die im Übrigen auch das Leitungsgremium des DFI stellte.
Feministinnen dagegen fanden ihre Themen im eigenen Leben und Beruf und hielten sich an die These, dass auch Privates politisch sei. Sie thematisierten dabei auch ihre eigenen bisher tabuisierten Verletzungen (Vergewaltigung, sexueller Missbrauch, häusliche Gewalt) und entwickelten daraus neue Arbeitsfelder. So schufen Feministinnen in den 1970er Jahren für Frauen: Beratungsstellen, Frauen-Notrufe, Selbstverteidigungsvereine, Gesundheitszentren, Feste und Rockbands – bis auf die Frauenhäuser alles aus eigener Kraft.

## Gegensätzliche Kulturen
In ihrem Aufsatz „Perspektiven eines sozialistischen Feminismus“ bedauerte Frigga Haug – zentrale Figur des Sozialistischen Frauenbundes – 1988 die verengte Perspektive:
„Wir waren nicht erfahren genug, um unseren Erfahrungen zu trauen, und zu theoretisch, um die Stärken spontaneistischer Praxen, wie sie in feministischen Aktionen deutlich wurden, zu erkennen. Diese enthüllten die alltägliche Vermittlung von Herrschaft und verwiesen auf den Kleinbürger auch in uns, indem unsere gewöhnliche Lebensweise in Frage gestellt wurde. […] Der Alltag ist das Reich der Normen und Werte, der Moral, der Sitten und Gebräuche, der Sprache und der wortlosen Verständigung. Und hier ist der Kampfplatz der feministischen Bewegung. Diese formuliert die Widersprüche also nicht (wie die Sozialistinnen) so, dass die Widersprüche zur herrschenden gesellschaftlichen Regulation, zu Markt und Vertrag ins Zentrum rücken, sondern es wird von Frauen zur Frage gemacht, was einverständlich geltende Normalität ist und insofern Unterdrückung verewigt.“
Rückblickend konstatierte Frigga Haug 1988 über die feministische Bewegung:
„Die Frauen der neuen Bewegung waren vor allem auffällig und überschritten damit Grenzen unserer Erziehung zum sozialen Wesen ‚Frau‘: Zurückhaltung, Bescheidenheit, Unauffälligkeit, Sittsamkeit.“
Sie beobachtete außerdem:
„[…] der sozialistischen Fesseln ledig, eilte die neue autonome Bewegung leichtfüßig durch das Land. Bald gab es kein Dorf ohne Frauengruppe, keinen Bereich der nicht erfasst war […]. Sie eröffnete auch immer neue Räume, in denen Herrschaft geortet wurde, Befreiung geprobt. […] Die Bewegung ergriff die gesamte Lebensweise.“
In ihrer eigenen Organisation dagegen war es schwierig, Frauen zu politisieren,
„..weil wir (Sozialistinnen) auch Mühe hatten, uns für unsere Art, die Frauenfrage zu stellen, zu begeistern – immer wieder waren es Fragen der Frauenausbildung, der Kindergärten, der Berufstätigkeit, das Ringen um die Arbeiterinnenproblematik (hatten wir auch genug Proletarierinnen in unseren Reihen und wer gehörte eigentlich dazu?)“

## Intersektionalität als Gegenentwurf
Innerhalb der feministischen Bewegung wurde traditionell die (teilweise vermeintliche) marxistisch bzw. marxistisch-leninistische Unterordnung der „Frauenfrage“ als Nebenwiderspruch unter den so genannten Hauptwiderspruch, nämlich jenen zwischen Bourgeoisie und Proletariat, in Frage gestellt. Im Zuge dieser Debatten wurden Ansätze entwickelt, welche die Analysekategorien Klasse und Geschlecht als wechselwirkende ohne zwingende Determination der einen Kategorie durch die andere auffassen (Vgl. Intersektionalität). Dabei werden vornehmlich jene Herrschaftsverhältnisse betrachtet, welche sich erst aus dem Zusammenspiel der beiden Kategorien ergeben: Die Diskriminierung der arbeitenden Frau auf Grund ihrer Geschlechterrolle, sowohl in der häuslichen Sphäre (ungleiche Verteilung von Haus und Reproduktionsarbeit usw.), als auch in der kapitalistischen Produktion (weniger Lohn für gleiche Arbeit, sogenannte Frauen und Männerberufe, gläserne Decke usw.).

## Poststrukturalisch-postmoderne Perspektive als Gegenentwurf
Seit Mitte der 1990er Jahre, ausgehend vom englischsprachigen Raum, gibt es die Bemühungen, die Analyse von Herrschaftsverhältnissen wieder in feministische Studien zu integrieren. Stärker beeinflusst durch den linguistic turn und die Postmoderne wird von Anhängerinnen des poststrukturalistischen Feminismus, anders als im ursprünglichen Ansatz des marxistischen Feminismus, versucht, die Wirksamkeit von Ideologie auf gesellschaftliche Verhältnisse in den Vordergrund zu rücken. So geht es hier stärker um die Analyse von Texten und Diskursen als um ökonomische Zusammenhänge.

## Freudomarxistischer Feminismus
Shulamith Firestones Manifest The dialectics of sex (deutsch: Frauenbefreiung und sexuelle Revolution) knüpft bei einem Freudomarxismus Reich’scher Prägung an und geht über ihn hinaus zu einem Materialistischen Feminismus. Vor allem innerhalb der 68er Studentenbewegung gab es auch an der Frankfurter Schule orientierte Ansätze mit Nähe zum Freudomarxismus.